# Cuxac-Cabardès
Cuxac-Cabardès es una comuna francesa situada en el departamento de Aude, en la región de Occitania.

## Demografía
| 674 | 669 | 689 | 695 | 724 | 854 | 935 |
| Para los censos de 1962 a 1999 la población legal corresponde a la población sin duplicidades (Fuente: INSEE [Consultar]) |     |     |     |     |     |     |